# One Air
One Air — британська вантажна чартерна авіакомпанія, заснована у 2021 році. Почала свою діяльність у липні 2023 року. Авіакомпанія виконує чартерні рейси на двох літаках Boeing 747-400 BDSF і одному 747-400F переважно до Китаю та Гонконгу з технічними зупинками в Маскаті, Оман.
Пізніше операції перемістилися в аеропорт Східний Мідленд. Авіакомпанія здійснила свій перший комерційний рейс 22 липня 2023 року з лондонського Гітроу до міжнародного аеропорту Цзінань Яоцян.

## Флот
| Флот One Air        | Флот One Air  |
| ------------------- | ------------- |
| Boeing 747-400 BDSF | 2             |
| Boeing 747-400F     | 1             |
| Boeing 777F         | 2 (замовлені) |